# Катастрофа Boeing 747 возле Чеджудо
Катастрофа Boeing 747 возле Чеджудо — авиационная катастрофа, произошедшая ночью 28 июля 2011 года. Грузовой самолёт Boeing 747-48EF авиакомпании Asiana Airlines Cargo совершал плановый рейс OZ-991 по маршруту Сеул—Шанхай, но через 46 минут после взлёта на его борту возник пожар. Пилоты развернули самолёт обратно в Сеул, но через 19 минут самолёт рухнул в Жёлтое море в 130 километрах от острова Чеджудо. Оба пилота на его борту погибли.

## Самолёт
Boeing 747-48EF (регистрационный номер HL7604, заводской 29907, серийный 1370) был выпущен в 2006 году и первый полёт совершил 15 февраля. 22 февраля того же года был передан авиакомпании Asiana Airlines Cargo. Оснащён четырьмя турбовентиляторными двигателями General Electric CF6-80C2B1F. На день катастрофы совершил 4799 циклов «взлёт-посадка» и налетал 28 752 часа.

## Экипаж
Экипаж рейса OZ-991 состоял из двух пилотов:
- Командир воздушного судна (КВС) — 52-летний Чо Санги (англ. Choi Sang-gi, кор. 최상기). Очень опытный пилот, проходил службу в ВВС Республики Корея. В авиакомпании Asiana Airlines Cargo проработал 20 лет и 26 дней (со 2 июля 1991 года). Управлял самолётом Boeing 737 (сначала вторым пилотом, затем КВС). В должности командира Boeing 747-400 — с 3 июля 2001 года (до этого также управлял им в качестве второго пилота). Налетал 14 123 часа, 6896 из них на Boeing 747-400 (5666 из них в качестве КВС).
- Второй пилот — 43-летний Ли Чжунвун (англ. Lee Jeong-woong, кор. 이정웅). Опытный пилот, также (как и КВС) проходил службу в ВВС Республики Корея. В авиакомпании Asiana Airlines Cargo проработал 4 года и 3 месяца (со 2 апреля 2007 года). Управлял самолётом Boeing 767. В должности второго пилота Boeing 747-400 — с 4 ноября 2010 года. Налетал 5211 часов, 492 из них на Boeing 747-400.

## Расследование
Расследование причин катастрофы OZ-991 проводила Комиссия по расследованию авиационных и железнодорожных происшествий (ARAIB).
Окончательный отчёт расследования был опубликован 24 июля 2015 года.